# Video Games Live

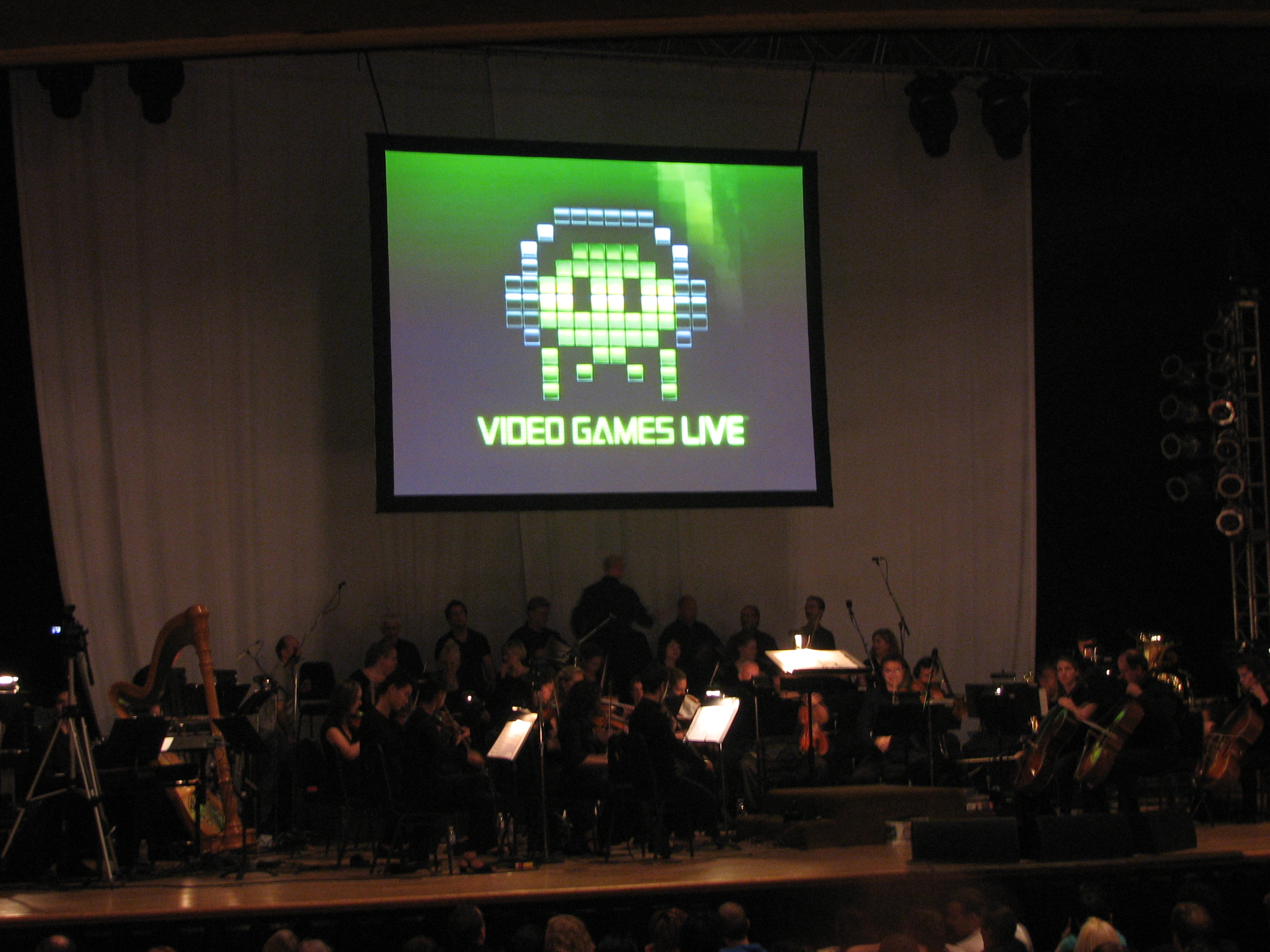
Video Games Live em Toronto, Canadá.

Video Games Live (VGL) é uma série de concertos criada e produzida pelos veteranos da indústria e compositores de música de jogos eletrônicos Tommy Tallarico e Jack Wall. para ajudar a encorajar e apoiar a cultura e arte dos jogos eletrônicos, apresentando músicas de mais de 50 títulos. Cada segmento apresentado é complementado por imagens de vídeo projetadas, iluminação sincronizada, e segmentos interativos no palco com a audiência.

## Segmentos apresentados em Video Games Live
- Advent Rising
- Beyond Good & Evil
- BioShock
- Castlevania
- Chrono Cross
- Chrono Trigger
- Civilization IV
- Command & Conquer: Red Alert
- Diablo III
- Dragon's Lair
- EverQuest II
- Final Fantasy (múltiplos segmentos)
- God of War
- Halo (múltiplos segmentos)
- Harry Potter e a Ordem da Fênix
- Headhunter
- Kingdom Hearts
- The Legend of Zelda
- LucasArts Medley
- Mass Effect
- Medal of Honor
- Mega Man
- Metal Gear Solid
- Metroid
- Myst
- Need For Speed: Undercover (com Splitting Adam)
- Sonic the Hedgehog
- Silent Hill 2
- Space Ace
- StarCraft II
- Série Super Mario (múltiplos segmentos)
- Série Tom Clancy Medley
- Tomb Raider
- Top Gear
- Tron
- Uncharted 2
- Warcraft (múltiplos segmentos)